# Chinezen in Canada
Er waren in 2006 1.346.510 Chinezen in Canada, 4,3% van de totale Canadese bevolking. Deze 1.346.510 mensen zijn overwegend van Chinese afkomst, terwijl er 211.145 mensen van gemengde afkomst zijn.

## Geschiedenis
De eerste Chinees in Canada zou in 1788 zijn gekomen. De Britse kapitein James Meares huurde een groep van ongeveer zeventig Chinezen uit Macau, deze vestigden zich in Nootka Sound, Vancouvereiland, Brits-Columbia, waar dat jaar een scheepswerf opende. Er is geen behouden informatie meer over deze groep Chinezen die vertelt, waar ze zich later hadden gevestigd en of ze nageslacht hadden.
Rond 1850 werd goud ontdekt in Brits-Columbia. In Guangdong was toentertijd veel hongersnood en onrust door opstanden tegen buitenlanders en de monarchie. Grote groepen goudzoekers trokken naar het gebied. Migranten die goud vonden en rijk werden, gingen direct terug naar het vaderland, waardoor het idee van 'snel rijk kunnen worden als goudzoeker' als een lopend vuurtje door alle arme Guangdongse plattelandsgebieden ging. De meerderheid van deze migranten waren mannen en kwamen uit de Zuid-Chinese kustprovincies Guangdong en Fujian. Niet alle Chinezen kwamen vanuit Hongkong. Een deel kwam vanuit de Amerikaanse staat Oregon.
In 1885 werd de Hoofdenbelasting (1885 Act) door de federale overheid van Canada ingevoerd. Chinezen en andere Aziatische migranten werden als ongewenst gezien en om de migratie ongewenste rassen te stoppen, werd de Hoofdenbelasting ingevoerd. Elke ongewenst migrant die alsnog Canada binnenkwam moest een belasting een belasting van $10 betalen. De belasting staakte de Chinese immigratie niet. Daarom werd de belasting steeds verhoogd. In 1903 werd uiteindelijk $500 belasting gevraagd om Canada te kunnen binnenkomen.
In 1907 waren er in de omgeving van Vancouver grote rellen tegen niet-blanke mensen. Een groep van vierduizend tot achtduizend blanke Canadezen eisten een "blank Canada". Ze zagen de niet-blanke mensen in Canada als arbeidsconcurrenten. De rellen zorgden voor geweld en vandalisme tegen Chinezen en hun eigendom. Hoewel het nieuws ook buiten Canada reikte, werden maar drie Canadezen opgepakt en één Canadees veroordeeld voor de geweldsdelicten.
In 1923 werd geen enkele Chinese migrant meer toegelaten doordat de Canadese overheid de Chinese Immigration Act aannam. In 1947 ging de naturalisatiewet van kracht en konden alle Chinezen in Canada in aanmerking komen voor een Canadees paspoort. Ook werd toentertijd het bestaansrecht van alle anti-Chinese wetten opgeheven.
Voor dit onrecht van alle Chinese Canadezen betuigde minister-president Stephen Harper, namens de Canadese overheid, een officiële spijtbetuiging op 22 juni 2006.
In de jaren negentig van de 20e eeuw kwam de meerderheid van Chinese immigranten van het vasteland van China.

## Demografie
In 2001 was 25% van de Chinese Canadezen in Canada geboren.

## Percentage Chinese Canadezen per provincie/gebied
- Newfoundland en Labrador: 0,33%
- Prince Edward Island: 0,22%
- Nova Scotia: 0,57%
- New Brunswick: 0,40%
- Québec: 1,24%
- Ontario: 5,36%
- Manitoba: 1,58%
- Saskatchewan: 1,16%
- Alberta: 4,23%
- Brits-Columbia: 10,61%
- Yukon: 1,80%
- Northwest Territories: 1,14%
- Nunavut: 0,27%

## Lijst van Chineestalige media in Canada
Radio:
- CHKG-FM
- CHMB (AM)
- CJVB (AM)
- Fairchild Group
  - AM 1470
  - FM 961

Televisie:
- Cathay International Television
- Chinavision Canada
- Fairchild Group
  - Fairchild TV

Kranten:
- CHKT (AM)
- Ming Pao Daily News (Toronto)
- Sing Tao Daily (Toronto)
- Talentvision
- Today Daily News (Toronto)
- World Journal (Toronto)